# M105 (天体)
座標:  10h 47m 49.600s, +12° 34′ 53.87″
M105（NGC 3379）はしし座にある楕円銀河である。

## 概要
近くにはM95、M96があり、しし座銀河群を形成している。1997年のハッブル宇宙望遠鏡による観測によって、明るい中心核と細いリング状の模様がとらえられた。中心部分には太陽の5000万倍もの質量を持つ天体があると考えられている。
双眼鏡では恒星状にしか見えない。口径10cmの望遠鏡では、中心部がはっきり見える。同視野にNGC 3384が見えるが、M105の方が明るいことが分かる。口径30cmではさらにNGC 3389が淡く見えてくる。大口径望遠鏡で見ると多くの銀河が集中している場所であることが分かる。

## 観測史
1781年3月24日にピエール・メシャンによって発見された。M95とM96の発見の4～5日後、M101よりも3日早く発見されたのにもかかわらず、シャルル・メシエが1784年に発行した第3版のメシエカタログには記載されていなかった。その後、ヘレン・ソーヤー・ホッグによってM106、M107とともに1947年にメシエカタログに加えられた。